# 胡宏
胡 宏（こ こう、生没年不詳）は、中国南宋初期の儒学者。字は仁仲。五峰先生と称せられる。儒学者の胡安国の末子。

## 事績
建寧府崇安県の出身。幼いときから開封に上京し、楊時（亀山）に学び、荊門に行き師聖侯仲良に師事した。のちに父の学を伝えて衡山へと遊学し、晩年には張栻（南軒）の師事を受けた。紹興年間、父の余沢により右承務郎に任命されたが、秦檜が国政をほしいままにしているのを嫌がり就任しなかった。秦檜が死んだ後も、病を理由として官職を辞し、そのまま家で没することになった。
かつて高宗に上書して、金が起こした「靖康の変」に復讐するよう進言したことは『宋史』本伝にくわしく記載された。

## 学問・著作
- 『皇王大紀』80巻：万古から周朝末期までの帝王について記す。
- 『胡氏知言』：儒学上の意見を記す。張栻・呂祖謙が賞賛し、朱熹が駁論を書く。
- 『五峰集』：詩文集。末子の胡大時が編集。詩106首・書78巻・雑文44首